# Aleksander Lesser
Aleksander Lesser (født b13. maj 1814, død 13. maj 1884) var en polsk historiemaler.
Lesser, uddannet i Dresden og München (Schnorr), har især behandlet emner fra sit fædrelands historie: Trembowlas forsvar mod tyrkerne (Gotha-Galeriet), Boleslaw Krsywousty drager mod Mährerne, Henrik af Liegnietz tager afsked med den hellige Hedvig og mange adre. I polske kirker ses mange af hans alterværker. Han har også været virksom som illustrator og har skrevet om arkæologi og kunst.